# 1042.
◄ | 10. stoljeće | 11. stoljeće | 12. stoljeće | ►
◄ | 1010-ih | 1020-ih | 1030-ih | 1040-ih | 1050-ih | 1060-ih | 1070-ih | ►
◄◄ | ◄ | 1039. | 1040. | 1041. | 1042. | 1043. | 1044. | 1045. | ► | ►►
Arhitektura • Astronomija • Knjige • Književnost • Kršćanstvo • Pravo • Promet • Znanost

## Događaji
- 6. na 7. listopada – Bitka kod Bara ili Tuđemilska bitka, bitka između dukljanske i bizantske vojske, na lokalitetu današnjega sela Tuđemili kod Bara (Crna Gora)

## Smrti
- 8. lipnja – Hartaknut, kralj Danske i Engleske

## Vanjske poveznice
|  | Zajednički poslužitelj ima još gradiva o temi 1042. |